# Richard Pryor
Richard Franklin Lennox Thomas Pryor Sr. (Peoria, Illinois, 1 de diciembre de 1940-Encino, California, 10 de diciembre de 2005) fue un comediante, actor y crítico social estadounidense. Pryor era conocido por los exámenes intransigentes del racismo y los temas contemporáneos de actualidad, que empleaban vulgaridades y blasfemias, así como también epítetos raciales. Alcanzó amplia audiencia con sus observaciones mordaces y su estilo narrativo, y es considerado como uno de los comediantes más grandes e influyentes de todos los tiempos.
El cuerpo de la obra de Pryor incluye las grabaciones de conciertos y grabaciones: Richard Pryor: Live Smokin (1971), That Nigger's Crazy (1974), ...Is It Something I Said?  (1975), Bicentennial Nigger (1976), Richard Pryor: Live in Concert (1979), Richard Pryor: Live on the Sunset Strip (1982), y Richard Pryor: Here and Now (1983). Como actor, protagonizó principalmente comedias como El expreso de Chicago (1976), pero ocasionalmente en dramas, como Blue Collar (1978) de Paul Schrader, o películas de acción, como Superman III (1983). Colaboró en muchos proyectos con el actor Gene Wilder. Otro colaborador frecuente fue el actor / comediante / escritor Paul Mooney.
Pryor ganó un premio Emmy (1973) y cinco premios Grammy (1974, 1975, 1976, 1981 y 1982). En 1974, también ganó dos premios de la American Academy of Humor y el premio Writers Guild of America. El primer premio Kennedy Center Mark Twain para el humor estadounidense le fue presentado en 1998. Fue incluido en el número uno en la lista de Comedy Central de comediantes más grandes de todos los tiempos. En 2017, Rolling Stone lo clasificó primero en su lista de los 50 mejores stand-ups de todos los tiempos.

## Primeros años
Nacido el 1 de diciembre de 1940 en Peoria, Illinois, Richard Franklin Lennox Thomas Pryor creció en el burdel administrado por su abuela, Marie Carter, donde su madre alcohólica, Gertrude L. (de soltera, Thomas), era prostituta. Su padre, LeRoy "Buck Carter" Pryor (7 de junio de 1915-27 de septiembre de 1968), fue un boxeador y estafador. Después de que Gertrude lo abandonó cuando tenía diez años, Pryor fue criado principalmente por Marie, una mujer alta y violenta que lo golpearía por cualquiera de sus excentricidades. Pryor fue uno de los cuatro hijos criados en el burdel de su abuela. Fue abusado sexualmente a los siete años y expulsado de la escuela a los catorce. Mientras estuvo en Peoria, se convirtió en masón en un albergue local.
Pryor sirvió en el Ejército de los EE. UU. Desde 1958 hasta 1960, pero pasó prácticamente toda la temporada en una prisión del ejército. Según un perfil de 1999 sobre Pryor en The New Yorker, Pryor fue encarcelado por un incidente que ocurrió mientras estaba destinado en Alemania Occidental. Enojado porque un soldado blanco se divertía demasiado con las escenas cargadas de racismo de la película Imitación a la vida de Douglas Sirk, Pryor y varios otros soldados negros lo golpearon y apuñalaron, aunque no fatalmente.

## Carrera

### Años 1960

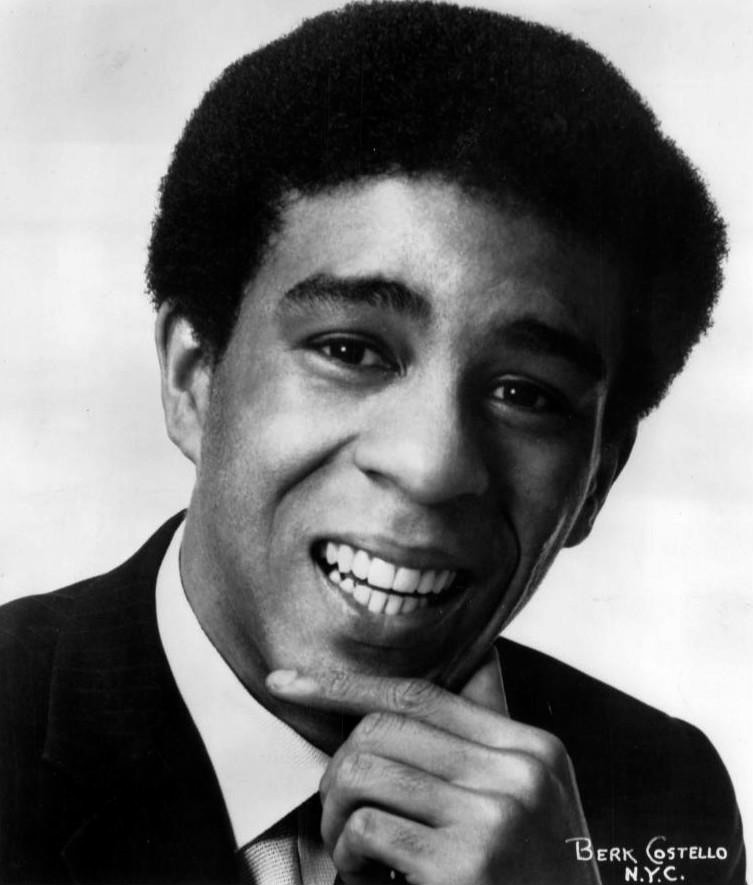
Foto publicitaria de Pryor para uno de sus apariciones en Mister Kelly, 1968-1969

En 1963, Pryor se mudó a la ciudad de Nueva York y comenzó a actuar regularmente en clubes junto a artistas como Bob Dylan y Woody Allen. En una de sus primeras noches, abrió para la cantante y pianista Nina Simone en el Village Gate de Nueva York. Simone recuerda el ataque de ansiedad de miedo escénico de Pryor: 

Se sacudió como si tuviera malaria, estaba tan nervioso. No podía soportar verlo temblar, así que puse mis brazos alrededor de él en la oscuridad y lo mecí como a un bebé hasta que se calmó. La noche siguiente fue lo mismo y la siguiente, y lo sacudí cada vez..

 Inspirado por Bill Cosby, Pryor comenzó como un cómico del montón, con material mucho menos controvertido que lo que estaba por venir. Pronto, comenzó a aparecer regularmente en programas de televisión, como The Ed Sullivan Show, The Merv Griffin Show y The Tonight Show Starring Johnny Carson. Su popularidad llevó al éxito como cómico en Las Vegas. Las primeras cinco canciones del CD recopilatorio Evolución / Revolución: Los primeros años (1966-1974), grabadas en 1966 y 1967, capturan a Pryor en este período.
En septiembre de 1967, Pryor tuvo lo que describió en su autobiografía Pryor Convictions (1995) como una "epifanía".  Caminó hacia el escenario en el Hotel Aladdin en Las Vegas (con Dean Martin en la audiencia), miró a la multitud agotada, exclamó por el micrófono, "¿Qué demonios estoy haciendo aquí?", Y salió del escenario. Después, Pryor comenzó a inculcar en su acto, incluida la palabra "negro". Su primera grabación de comedia, el lanzamiento homónimo de 1968 en el sello Dove / Reprise, captura este período en particular, siguiendo la evolución de la rutina de Pryor. Alrededor de este tiempo, sus padres murieron, su madre en 1967 y su padre en 1968.
En 1969, Pryor se mudó a Berkeley, California, donde se sumergió en la contracultura y se codeaba con Huey P. Newton e Ishmael Reed.     

### Años 1970
En la década de 1970, Pryor escribió para espectáculos televisivos como Sanford e Hijo, El Espectáculo de Wilson del Dedo, y un especial en 1973 con Lily Tomlin, con el que comparte un premio Emmy. Durante este periodo, Pryor probó para romper el mainstream en televisión. Él también apareció en varias películas populares, incluyendo Lady Sings the Blues (1972), The Mack (1973), Uptown Saturday Night (1974), Silver Streak (1976), Car Wash (1976), Bingo Long Traveling All-Stars & Motor Kings (1976), Which Way Is Up? (1977), Greased Lightning (1977), Blue Collar (1978), The Muppet Movie (1979).
Pryor firmó con el sello discográfico independiente Laff Records en 1970, y en 1971 grabó su segundo álbum, Craps (After Hours). Dos años más tarde, el cómico relativamente desconocido apareció en el documental Wattstax (1972), en el que repasó los absurdos trágico-cómicos de las relaciones raciales en Watts y la nación.  No mucho después, Pryor buscó un acuerdo con una etiqueta más grande, y firmó con Stax Records en 1973.
Cuando se lanzó su tercer y revolucionario álbum, That Nigger's Crazy (1974), Laff, que se adjudicó la propiedad de los derechos de grabación de Pryor, casi logró obtener una orden judicial para evitar que se vendiera el álbum.  Las negociaciones llevaron a la liberación de Pryor de su contrato con Laff.  A cambio de esta concesión, a Laff se le permitió liberar material no publicado previamente, grabado entre 1968 y 1973, a voluntad.  That Nigger's Crazy fue un éxito comercial y crítico; finalmente recibió la certificación de oro de la RIAA y ganó el Premio Grammy al Mejor Álbum de Comedia en los Premios Grammy de 1975.
Durante la batalla legal, Stax cerró brevemente sus puertas.  En este momento, Pryor regresó a Reprise / Warner Bros. Registros, que reeditaron That Nigger's Crazy, inmediatamente después ... ¿Es algo que dije?, su primer disco con su nuevo sello.  Al igual que That Nigger's Crazy, el álbum fue un éxito entre críticos y fanáticos; finalmente fue certificado platino por la RIAA y ganó el Premio Grammy a la Mejor Grabación de Comedia en los Premios Grammy de 1976.
El lanzamiento de Pryor Bicentennial Nigger (1976) continuó su racha de éxitos. Se convirtió en su tercer álbum de oro consecutivo, y obtuvo su tercer Grammy consecutivo a la Mejor grabación de comedia para el álbum en 1977. Con cada álbum de éxito que Pryor grabó para Warner (o más tarde, sus películas de conciertos y su 1980 freebasing accidente), Laff publicó rápidamente un álbum de material más antiguo para sacar provecho de la creciente fama de Pryor, una práctica que continuó hasta 1983. Las portadas de los álbumes de Laff relacionadas temáticamente con las películas de Pryor, como Are You Serious? para Silver Streak (1976), The Wizard of Comedy por su aparición en The Wiz (1978), y Insane for Stir Crazy (1980).

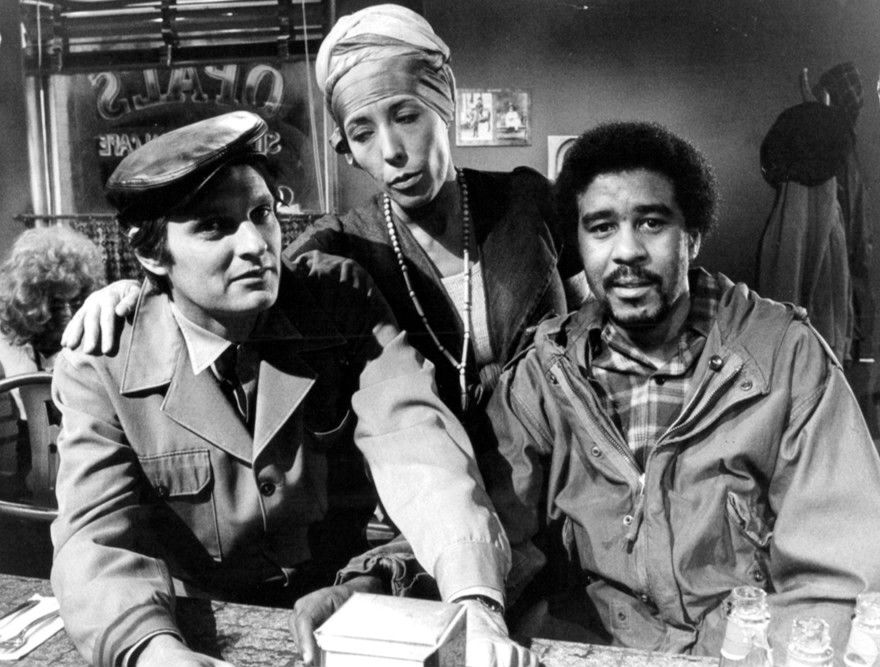
Pryor También actuó en el Lily Tomlin specials. Es visto aquí con Tomlin y Alan Alda en Tomlin 1973 especial.

Pryor coescribió Blazing Saddles (1974), dirigida por Mel Brooks y protagonizada por Gene Wilder. Pryor interpretaría el papel principal de Bart, pero el estudio de producción de la película no lo aseguraría, y Mel Brooks eligió a Cleavon Little en su lugar. Antes de su horriblemente dañino incidente de 1980, Pryor estaba a punto de comenzar a filmar La Historia del Mundo de Mel Brooks , Parte I (1981), pero fue reemplazado en el último momento por Gregory Hines. Pryor también fue originalmente considerado para el papel de Billy Ray Valentine en Trading Places (1983), antes de que Eddie Murphy ganara el papel. 
En 1975, Pryor fue el anfitrión invitado en la primera temporada de Saturday Night Live y la primera persona negra en presentar el espectáculo. Pryor llevó a su novia desde hace mucho tiempo, la actriz y presentadora de televisión Kathrine McKee (hermana de Lonette McKee), con él a Nueva York, e hizo una breve aparición como invitada con Pryor en la SNL. Participó en la obra de "asociación de palabras" con Chevy Chase. Más tarde, realizaría su propio programa de variedades, The Richard Pryor Show, que se estrenó en NBC en 1977. El programa se canceló después de solo cuatro episodios, probablemente porque las audiencias de la televisión no respondieron bien al tema controvertido de su programa, y Pryor no estaba dispuesto a alterar su material para censores de la red. Durante la corta vida de la serie, interpretó al primer presidente negro de los Estados Unidos, falsificó la cantina de Star Wars Mos Eisley, se enfrentó a la violencia con armas de fuego y, en otro sketch, usó disfraces y distorsión visual para aparecer desnudo.
En 1979, en el apogeo de su éxito, Pryor visitó África. Al regresar a los Estados Unidos, Pryor juró que nunca más usaría la palabra "negro" en su rutina de comedia.

### Años 1980

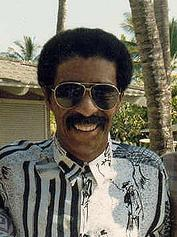
Pryor en febrero de 1986

A última hora de la tarde del 9 de junio de 1980, durante el rodaje de la película Stir Crazy, y después de 5 días sin dormir debido al consumo de cocaína, Pryor se roció con ron Bacardí 151 por todo el cuerpo y se prendió fuego. Mientras estaba en llamas, corrió por la calle Parthenia desde su casa en Los Ángeles, hasta que la policía lo sometió. Fue llevado a un hospital, donde fue tratado por quemaduras de segundo y tercer grado que cubrían más de la mitad de su cuerpo. Pryor pasó seis semanas en recuperación en el Centro de Quemaduras de Grossman en el Hospital Sherman Oaks. Su hija Rain declaró que el incidente ocurrió como resultado de un ataque de psicosis inducida por drogas.
Pryor incorporó una descripción del incidente en su programa de comedia Richard Pryor: Live on the Sunset Strip (1982). Bromeó que el evento fue causado por mojar una galleta en un vaso de leche baja en grasa y pasteurizada, causando una explosión. Al final de la brecha, se burló de las personas que contaban chistes al decir agitando una cerilla encendida y diciendo: "¿Qué es eso?  Richard Pryor corriendo por la calle".
Después de aquel incidente, Pryor no demoró mucho en volver a la comedia. Al año, filmó y lanzó una nueva película de concierto y un álbum acompañante, Richard Pryor: Here and Now (1983), que dirigió él mismo. También escribió y dirigió un relato ficticio de su vida, Jo Jo Dancer, Your Life Is Calling (1986), que giró en torno al incidente de la celebración de bases libres en 1980.
En 1983, Pryor firmó un contrato de cinco años con Columbia Pictures por 40 millones de dólares y comenzó su propia productora, Indigo Productions. Siguieron películas más suaves y más formuladas, incluyendo Superman III (1983), Brewster's Millions (1985), Moving (1988), y See No Evil, Hear No Evil (1989). El único proyecto cinematográfico de este período que recordó sus raíces ásperas fue el debut semiautobiográfico de Pryor como escritor y director, Jo Jo Dancer, Your Life Is Calling (1986), que no fue un gran éxito. 
A pesar de la reputación de usar constantemente malas palabras tanto dentro como fuera de la cámara, Pryor presentó brevemente un programa infantil en la CBS llamado Pryor's Place (1984). Al igual que Sesame Street, Pryor's Place contó con un elenco de títeres, paseando y divirtiéndose en un ambiente del interior de la ciudad sorprendentemente amigable, junto con varios niños y personajes representados por el propio Pryor.  Sin embargo, Pryor's Place se ocupaba con frecuencia de temas más serios que Sesame Street. Fue cancelada poco después de su debut, a pesar de los esfuerzos de los famosos titiriteros Sid y Marty Krofft y de una canción de Ray Parker, Jr. de la fama "Ghostbusters" (1984). 
Pryor fue coanfitrión de los Premios de la Academia dos veces y fue nominado a un Emmy por un papel invitado en la serie de televisión Chicago Hope. Los censores de la red le advirtieron a Pryor sobre su blasfemia por los Premios de la Academia, y luego de un deslizamiento al inicio del programa, se inició una demora de cinco segundos al regresar de una pausa comercial. Pryor es también uno de los tres anfitriones de Saturday Night Live que sufrió un raro retraso de cinco segundos por su aparición en 1975 (junto con Sam Kinison en 1986 y Andrew Dice Clay en 1990).

Pryor se hizo famoso por ser exigente e irrespetuoso con los sets de filmación y por hacer peticiones egoístas y difíciles. En su autobiografía Kiss Me Like a Stranger, el coprotagonista Gene Wilder dice que Pryor llegaba con frecuencia al set durante el rodaje de Stir Crazy, y que exigió, entre otras cosas, un helicóptero para que lo llevara hasta y desde el set porque era la estrella. Pryor también fue acusado de utilizar acusaciones de racismo en el set para obligar a los productores de películas a darle más dinero: 
 Un día, durante nuestra hora de almuerzo en la última semana de filmación, el hombre del servicio de comidas nos entregó rodajas de sandía a cada uno de nosotros. Richard, todo el equipo de cámara, y yo nos sentamos juntos en un gran estudio de sonido comiendo una cantidad de rodajas de sandía, hablando y bromeando. Como una broma, algunos miembros del rodaje usaron un trozo de sandía como frisbee y lo lanzaron de un lado a otro. Un trozo de sandía aterrizó a los pies de Richard. Se levantó y se fue a su casa. La filmación se detuvo. Al día siguiente, Richard anunció que sabía muy bien cuál era el significado de la sandía. Dijo que dejaba el mundo del espectáculo y que no volvería a esta película. Al día siguiente, Richard entró, todo sonrisas. No estuve al tanto de todas las negociaciones que se llevaron a cabo entre Columbia y los abogados de Richard, pero el operador de la cámara que había arrojado el trozo de sandía errante había sido despedido ese día. Supongo ahora que Richard estaba usando drogas durante Stir Crazy.
 Apareció en Harlem Nights (1989), una película de crimen y comedia dramática protagonizada por tres generaciones de comediantes negros (Pryor, Eddie Murphy y Redd Foxx).

### Años 1990 y 2000
En sus últimos años, comenzando a principios o mediados de la década de 1990, Pryor usó un scooter de motor eléctrico debido a la esclerosis múltiple (MS, que según él significa "Más mierda"). Aparece en el scooter en su última aparición en la película, un pequeño papel en la Carretera Perdida de David Lynch (1997) interpretando a un gerente de garaje de reparación automática llamado Arnie.
Rhino Records remasterizó todos los álbumes de Pryor Reprise y WB para incluirlos en el conjunto de cuadros "... ¡Y también es profundo! Grabaciones completas en The Warner Bros completo. (2000).
A fines de diciembre de 1999, Pryor apareció en la apertura abierta de The Norm Show en el episodio titulado "Norm vs. El boxeador". Interpretó al señor Johnson, un anciano en silla de ruedas que perdió los derechos de enfermería en el hogar cuando atacó a las enfermeras antes de atacar a Norm. Esta fue su última aparición en televisión.
En 2002, Pryor y su esposa / gerente, Jennifer Lee Pryor, obtuvieron los derechos legales de todo el material de Laff, que ascendió a casi 40 horas de cinta analógica de carrete a carrete. Después de revisar las cintas y recibir la bendición de Richard, Jennifer Lee Pryor le dio a Rhino Records acceso a las cintas en 2004. Estas cintas, que incluyen todo el álbum de Craps, forman la base del lanzamiento de doble CD Evolution / Revolution: The Early Years (1966-1974), del 1 de febrero de 2005.

## Salud
En noviembre de 1977, después de muchos años de fumar y de beber en exceso, Pryor sufrió un ataque cardíaco leve. Se recuperó y reanudó su actuación en enero del año siguiente. Fue diagnosticado con esclerosis múltiple en 1986. En 1990, Pryor sufrió un segundo ataque al corazón mientras estaba en Australia.  Se sometió a una cirugía de derivación cardíaca triple en 1991.
A fines de 2004, su hermana dijo que había perdido la voz como resultado de su esclerosis múltiple. Sin embargo, el 9 de enero de 2005, la esposa de Pryor, Jennifer Lee, refutó esta declaración en una publicación en el sitio web oficial de Pryor, citando a Richard diciendo: "Estoy harto de escuchar esta mierda de que no hablo ... no es verdad... Tengo días buenos, días malos ... ¡pero todavía soy un hijo de puta que habla!"

### Muerte

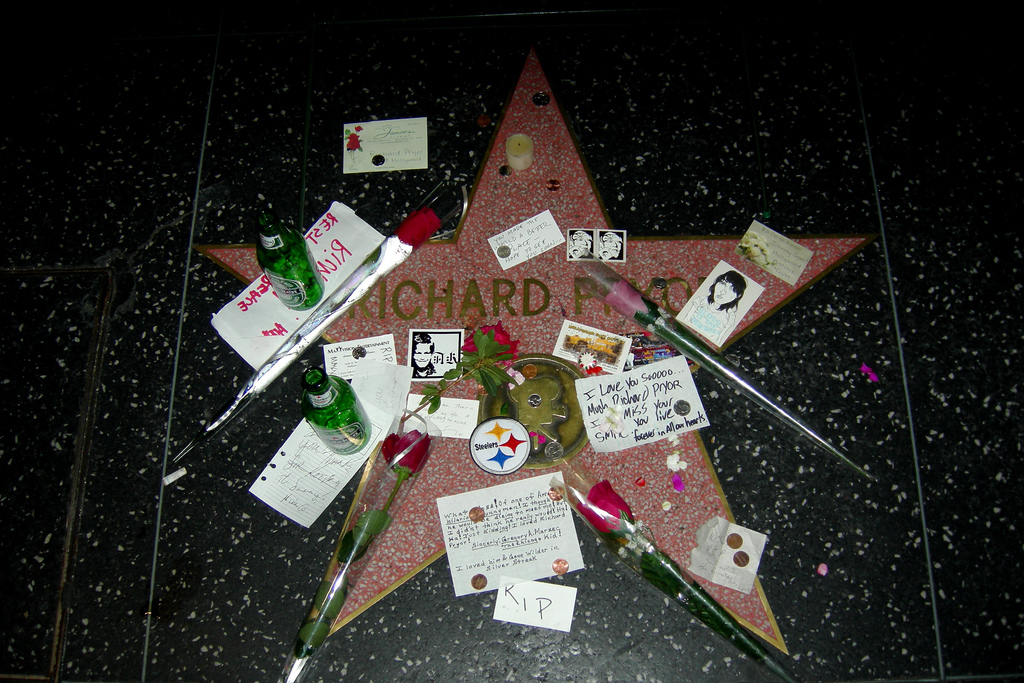
La estrella de Richard Pryor en el Paseo de la Fama de Hollywood, cubierta con artículos dejados por los fanáticos.

El 10 de diciembre de 2005, nueve días después de cumplir 65 años, Pryor sufrió un ataque al corazón en Los Ángeles. Fue llevado a un hospital local después de que los intentos de su esposa por reanimarlo fracasaran. Fue declarado muerto a las 7:58   a. m. PST. Su viuda Jennifer fue citada diciendo: "Al final, había una sonrisa en su rostro".  Fue incinerado y sus cenizas fueron entregadas a su familia.  El patólogo forense Michael Hunter cree que el ataque cardíaco fatal de Pryor fue causado por una enfermedad de la arteria coronaria que fue provocada, al menos parcialmente, por años de fumar tabaco.

## Semblanza
Pryor era conocido por su humor único que provenía de reconvertir sus experiencias dolorosas de sus primeros años en una catarsis cómica, era un reconocido adicto a la cocaína cuya adicción marcó todas sus relaciones afectivas debido a su explosiva inestabilidad emocional rayana en la paranoia. Por otra parte, era un personaje muy atractivo para el sexo femenino, le gustaba traspasar los límites naturales de la sexualidad y llevó una vida sin sentar cabeza hasta su segundo matrimonio reincidente Jennifer Lee. En el plató, Pryor era un actor sumamente exigente y poco amable con su equipo y si alguna persona resultaba no ser de su agrado, este era despedido sin más contemplaciones.

## Legado

Photo a Richard Pryor Graffiti in San Francisco.

Jerry Seinfeld llamó a Pryor "el Picasso de nuestra profesión"  y Bob Newhart anunció a Pryor como "el comediante seminal de los últimos 50 años". Dave Chappelle dijo de Pryor: "¿Conoces esas gráficas de evolución del hombre?  Él era el tipo que caminaba erguido. Richard fue la más alta evolución de la comedia". Este legado se puede atribuir, en parte, al inusual grado de intimidad que Pryor ejerció sobre su comedia.  Como Bill Cosby supuestamente dijo una vez, "Richard Pryor trazó la línea entre la comedia y la tragedia tan delgada como uno podría pintarla".

### Premios y honores
En 1998, Pryor ganó el primer Premio Mark Twain para el Humor Americano del Centro John F. Kennedy para las Artes Escénicas. Según el expresidente del Centro Kennedy, Lawrence J. Wilker, Pryor fue seleccionado como el primer ganador del Premio porque como cómico, escritor y actor, tocó un acorde y un nervio con Estados Unidos, lo que obligó a analizar las grandes cuestiones sociales de la raza y los aspectos más tragicómicos de la condición humana. Aunque intransigente en su ingenio, Pryor, como Twain, proyecta una generosidad de espíritu que nos une. Ambos eran críticos sociales mordaces que decían la verdad, por escandalosa que fuera. 
 En 2004, Pryor fue elegido como el número uno en la lista de Comedy Central de los 100 mejores Stand-ups de todos los tiempos. En una encuesta británica de 2005 para encontrar "El comediante del comediante", Pryor fue votado como el décimo acto de comedia más grande de todos los comediantes e iniciados de la comedia.
Pryor recibió póstumamente el premio Grammy Lifetime Achievement Award en 2006.
La organización de derechos de los animales PETA otorga un premio en nombre de Pryor a las personas que han realizado un trabajo sobresaliente para aliviar el sufrimiento de los animales. Pryor era activo en los derechos de los animales y estaba profundamente preocupado por la difícil situación de los elefantes en los circos y zoológicos. 
El artista Preston Jackson creó una estatua de bronce de tamaño natural en dedicación al querido comediante y la llamó Richard Pryor: Más que un simple comediante. Fue colocado en la esquina de las calles State y Washington en el centro de Peoria, el 1 de mayo de 2015, cerca del vecindario en el que creció con su madre. La inauguración se llevó a cabo el domingo 3 de mayo de 2015.

### Retrospectivas
En 2002, un documental televisivo titulado La vida divertida de Richard Pryor describía la vida y la carrera de Pryor. Transmitida en el Reino Unido como parte de la serie de Channel 4 Kings of Black Comedy, fue producida, dirigida y narrada por David Upshal y contó con clips raros de las apariciones de stand-ups de la década de 1960 de Pryor y películas como Silver Streak (1976), Blue Collar (1978), Richard Pryor: Live in Concert (1978) y Stir Crazy (1980). Los colaboradores incluyeron a George Carlin, Dave Chappelle, Whoopi Goldberg, Ice-T, Paul Mooney, Joan Rivers y Lily Tomlin. El programa rastreó a los dos policías que habían rescatado a Pryor de su "incidente de despreocupación", exgerentes e incluso amigos de la escuela de la ciudad natal de Pryor, Peoria, Illinois. En los Estados Unidos, el programa salió como parte de la serie Heroes of Black Comedy  en Comedy Central, narrada por Don Cheadle.
Un documental televisivo, Richard Pryor: ¡No he muerto todavía, # *% $ # @ ! (2003) consistió en material de archivo de las actuaciones de Pryor y testimonios de otros comediantes, incluidos Dave Chappelle, Denis Leary, Chris Rock y Wanda Sykes, sobre la influencia de Pryor en la comedia.
El 19 de diciembre de 2005, BET emitió un especial de Pryor, titulado The Funniest Man Dead or Alive. Incluía comentarios de compañeros comediantes y una visión de su educación.
Una retrospectiva del trabajo cinematográfico de Pryor, concentrada en la década de 1970, titulada A Pryor Engagement, se inauguró en la Academia de Cinematografía de Brooklyn durante dos semanas en febrero de 2013.  Varios comediantes prolíficos que han reclamado Pryor como una influencia incluyen a George Carlin, Dave Attell, Martin Lawrence, Dave Chappelle, Chris Rock, Colin Quinn, Patrice O'Neal, Bill Hicks, Sam Kinison, Bill Burr, Louis CK, Jerry Seinfeld, Jon Stewart, Eddie Murphy, Eddie Griffin y Eddie Izzard. 
El 31 de mayo de 2013, Showtime debutó el documental Richard Pryor: Omit the Logic, dirigido por la cineasta ganadora del Emmy Marina Zenovich. Los productores ejecutivos son la viuda de Pryor, Jennifer Lee Pryor y Roy Ackerman. Entre los entrevistados se encuentran Dave Chappelle, Whoopi Goldberg, Jesse Jackson, Quincy Jones, George López, Bob Newhart, Richard Pryor, Jr., Lily Tomlin y Robin Williams.
Del 7 al 9 de junio de 2013, SiriusXM presentó "Richard Pryor Radio", un homenaje de tres días que incluyó su comedia y sus conciertos en vivo. "Richard Pryor Radio" reemplazó a The Foxxhole durante la duración del evento.

### Representaciones
En el episodio "Taxes and Death o Get Him to the Sunset Strip"  (2012), la voz de Richard Pryor es interpretada por Eddie Griffin en el programa satírico de televisión Black Dynamite.
Una película biográfica planificada, titulada Richard Pryor: ¿Es algo que dije?, fue producida por Chris Rock y Adam Sandler.  La película habría protagonizado a Marlon Wayans como el joven Pryor.  Otros actores previamente adjuntos incluyen Mike Epps y Eddie Murphy. La película habría sido dirigida por Bill Condon y aún estaba en desarrollo sin fecha de lanzamiento, a partir de febrero de 2013.
La película biográfica se mantuvo en el limbo y pasó por varios productores hasta que se anunció en enero de 2014 que The Weinstein Company estaba respaldada por Lee Daniels como director.  Además, en agosto de 2014 se anunció que la película biográfica tendrá a Oprah Winfrey como productora y protagonizará a Mike Epps como Pryor.
Él es interpretado por Brandon Ford Green en la temporada 1 Episodio 4 "Sugar and Spice" de Showtime's I'm Dying Up Here. 

## Matrimonios, relaciones e hijos
Pryor se casó siete veces con cinco mujeres:
1. Patricia Price, con quien se casó en 1960 y se divorció al año siguiente.
2. Shelley Bonus, con quien se casó en 1967 y se divorció en 1969.
3. Deborah McGuire, con quien se casó el 22 de septiembre de 1977; se divorciaron al año siguiente.
4. Jennifer Lee, con quien se casó en agosto de 1981. Se divorciaron en octubre de 1982, pero se volvieron a casar el 29 de junio de 2001 y permanecieron casados hasta la muerte de Pryor.
5. Flynn Belaine, con quien se casó en octubre de 1986. Se divorciaron en julio de 1987, pero se volvieron a casar el 1 de abril de 1990. Se divorciaron de nuevo en julio de 1991.

Pryor tuvo siete hijos con seis mujeres diferentes:
1. Renee Pryor, nacida el 13 de febrero de 1957, hija de Pryor y su novia Susan, cuando Pryor tenía 16 años[8][56][57]
2. Richard Pryor Jr., nacido el 31 de julio de 1962, hijo de Pryor y su primera esposa, Patricia Price.
3. Elizabeth Ann, nacida el 28 de abril de 1967, hija de Pryor y su novia Maxine Anderson.
4. Rain Pryor, nacida el 16 de julio de 1969, hija de Pryor y su segunda esposa, Shelley Bonus.
5. Steven, nacido el 1 de agosto de 1984, hijo de Pryor y Flynn Belaine, quien más tarde se convirtió en su quinta esposa.
6. Franklin, nacida el 11 de abril de 1987, hija de Pryor y actriz / modelo Geraldine Mason.
7. Kelsey, nacido el 25 de octubre de 1987, hijo de Pryor y su quinta esposa, Flynn Belaine.

Pryor también tuvo relaciones con las actrices Pam Grier y Margot Kidder. En 2018, Quincy Jones y Jennifer Lee afirmaron que Pryor había tenido una relación sexual con Marlon Brando, y que Pryor fue abierto sobre su bisexualidad con sus amigos. La hija de Pryor, Rain, más tarde lo cuestionó, a lo que Lee afirmó que negaba la condición sexual de su padre.
Más tarde Lee dijo en el portal de entretenimiento de Hollywood TMZ, que "¡eran los años 70! Las drogas todavía eran buenas... si consumías suficiente cocaína, te follarías un radiador y le enviarías flores por la mañana". En su autobiografía, Pryor admitió haber tenido una relación sexual de dos semanas con un travestido, a lo que llamó "dos semanas de ser gay".

## Discografía

### Los álbumes
- 1968: Richard Pryor (Dove/Reprise)
- 1971: Craps (Laff Records, reissued 1993 by Loose Cannon/Island)
- 1974: That Nigger's Crazy (Partee/Stax, reissued 1975 by Reprise)
- 1975: ... Is It Something I Said? (Reprise, reissued 1991 on CD by Warner Archives)
- 1976: Are You Serious ??? (Laff)
- 1976: Rev. Du Rite (Laff)
- 1976: Holy Smoke! (Laff)
- 1976: Bicentennial Nigger (Reprise)
- 1976: Insane (Laff)
- 1976: L.A. Jail (Tiger Lily)
- 1977: Who Me? I'm Not Him (Laff)
- 1977: Richard Pryor Live (World Sound Records)
- 1978: The Wizard of Comedy (Laff)
- 1978: Black Ben The Blacksmith (Laff)
- 1978: Wanted: Live in Concert (2-LP set) (Warner Bros. Records); Others
- 1979: Outrageous (Laff)
- 1982: Richard Pryor: Live on the Sunset Strip (Warner Bros. Records)
- 1982: Supernigger (Laff)
- 1983: Here and Now (Warner Bros. Records)
- 1983: Richard Pryor Live! (picture disc) (Phoenix/Audiofidelity)
- 1983: Blackjack (LP, Album, RE) (Laff Records)

### Compilaciones
- 1973: Pryor Goes Foxx Hunting (Laff.) 
  - Dividir LP con Redd Foxx, que contiene pistas previamente lanzadas de Craps (After Hours)
- 1975: Abajo y sucio (Laff.) 
  - Dividir LP con Redd Foxx, que contiene pistas previamente lanzadas de Craps (After Hours)
- 1976: Richard Pryor se reúne. . . Richard y Willie y. . . El SLA! ! (Laff) 
  - Split LP con el acto de ventrílocuos negros Richard And Willie, que contiene temas lanzados anteriormente de Craps (After Hours)
- 1977: Grandes éxitos de Richard Pryor (Warner Bros. Registros) 
  - Contiene pistas de Craps (After Hours), That Nigger's Crazy, y . . . ¿Es algo que dije?, más un tema inédito de 1975, "Ali". 1982 Lo mejor de Richard Pryor "[Laff Records]
- 2000: . . . ¡Y también es profundo! The Warner Bros completo. Grabaciones (Caja de 9 CD) (Warner Bros. Records / Rhino) 
  - Colección de juegos de cajas que contiene todos los álbumes de Warner Bros. más un disco extra de material no publicado previamente desde 1973 hasta 1992.
- 2002: The Anthology (2-CD set) (Warner Bros. Records / Rhino, 2002 en la música) 
  - Destacados de los álbumes recogidos en el . . . ¡Y también es profundo! equipo de Caja.
- 2005: Evolución / Revolución: Los primeros años (1966-1974) (2-CD set) (Warner Bros. Records / Rhino, 2005 en la música) 
  - Compilación autorizada por Pryor del material publicado en Laff, que incluye todo el álbum de Craps (After Hours).
- 2013: No Pryor Restraint: Life In Concert (caja de 7 CD, 2 DVD) (¡Shout! Fábrica) 
  - Caja que contiene películas de conciertos, álbumes y material inédito desde 1966 hasta 1992.

## Filmografía
- 1967: The Busy Body como Whittaker
- 1968: Wild in the Streets como Stanley X
- 1969: Uncle Tom's Fairy Tales
- 1970: Carter's Army como el soldado Jonathan Crunk
- 1970: The Phynx como él mismo
- 1971: You've Got to Walk It Like You Talk It or You'll Lose That Beat as Wino
- 1971: Live & Smokin' como él mismo
- 1971: Dynamite Chicken como él mismo
- 1972: Lady Sings The Blues como el pianista
- 1973: The Mack como Slim
- 1973: Some Call It Loving como Jeff
- 1973: Hit! as Mike Willmer
- 1973: Wattstax como él mismo
- 1974: Uptown Saturday Night as Sharp Eye Washington
- 1975: The Lion Roars Again como él mismo
- 1976: Adiós amigo como Sam Spade
- 1976: The Bingo Long Traveling All-Stars & Motor Kings como Charlie Snow, All-Star (RF)
- 1976: Car Wash como Daddy Rich
- 1976: El expreso de Chicago como Grover
- 1977: Greased Lightning como Wendell Scott
- 1977: Which Way Is Up? como Leroy Jones / Rufus Jones / Reverend Lenox Thomas
- 1978: Blue Collar, de Paul Schrader como Zeke
- 1978: The Wiz como The Wiz (Herman Smith)
- 1978: California Suite como Dr. Chauncey Gump
- 1979: Richard Pryor: Live in Concert como él mismo
- 1979: The Muppet Movie como vendedor de globos (cameo)
- 1980: Wholly Moses! como Pharaoh
- 1980: In God We Tru$t como G.O.D.
- 1980: Stir Crazy como Harry Monroe
- 1981: Bustin' Loose como Joe Braxton
- 1982: Some Kind of Hero como Eddie Keller
- 1982: Richard Pryor: Live on the Sunset Strip como él mismo
- 1982: The Toy como Jack Brown
- 1983: Superman III como Gus Gorman
- 1983: Richard Pryor: Here and Now como él mismo
- 1983: Motown 25 como él mismo
- 1985: Brewster's Millions como Montgomery Brewster
- 1986: Jo Jo Dancer, Your Life Is Calling como Jo Jo Dancer / Alter Ego
- 1987: Critical Condition] como Kevin Lenahan / Dr. Eddie Slattery
- 1988: Moving como Arlo Pear
- 1989: See No Evil, Hear No Evil como Wallace 'Wally' Karue
- 1989: Harlem Nights como Sugar Ray
- 1991: Another You como Eddie Dash
- 1991: The Three Muscatels como Narrador / Borracho / Camarero
- 1993: Martin "The Break Up: Part 1" como él mismo
- 1994: A Century of Cinema como él mismo
- 1996: Mad Dog Time como Jimmy el sepulturero
- 1996: Malcolm & Eddie (Season 1, episodio "Do the K.C. Hustle") como Tío Bucky
- 1997: Lost Highway como Arnie
- 1999: The Norm Show (cameo en inicio temporada 2, episodio 11) como Mr. Johnson
- 2000: Me, Myself & Irene como comediante de stand up en televisión (no acreditado)
- 2003: Bitter Jester como él mismo
- 2003: I Ain't Dead Yet, #* %$@!! (metraje de archivo)
- 2005: Richard Pryor: The Funniest Man Dead Or Alive (metraje de archivo)
- 2009: Black Dynamite (metraje de archivo)
- 2013: Richard Pryor: Omit the Logic como él mismo (metraje de archivo)

## Libros
- Pryor, Richard; Gold, Todd (1995). Pryor Convictions and Other Life Sentences. New York: Pantheon Books. ISBN 9780679432500. OCLC 31660376. Consultado el 24 de enero de 2019.

## Otras lecturas
- Bailey, Jason (2015). Richard Pryor: American Id. Raleigh, NC: The Critical Press. ISBN 9781941629130. OCLC 929499929.
- Balducci, Anthony (2018). Richard Pryor in Hollywood: The Narrative Films, 1967-1997 . Jefferson, NC: McFarland & Company . ISBN 978-1-4766-7382-0. OCLC 1013167477.
- Brown, Cecil (2013). Pryor Lives! How Richard Pryor Became Richard Pryor: Or, Kiss My Rich, Happy Black Ass!: A Memoir. Scotts Valley, Cal.: CreateSpace. ISBN 9781481272049. OCLC 896479605. Consultado el 24 de enero de 2019.
- Haskins, James (1984). Richard Pryor, a Man and His Madness: A Biography. New York: Beaufort Books. ISBN 9780825302008. OCLC 474968281.
- Henry, David; Henry, Joe (2013). Furious Cool: Richard Pryor and the World That Made Him. Chapel Hill, NC: Algonquin Books of Chapel Hill. ISBN 9781616200787. OCLC 900929967. Consultado el 24 de enero de 2019.
- Pryor, Rain; Crimmins, Cathy (2006). Jokes My Father Never Taught Me: Life, Love, and Loss with Richard Pryor. New York: HarperCollins. ISBN 9780061195426. OCLC 865250887. Consultado el 24 de enero de 2019.
- McCluskey, Audrey Thomas, ed. (2008). Richard Pryor: The Life and Legacy of a "Crazy" Black Man. Bloomington, IN: Indiana University Press. ISBN 9780253352026. OCLC 300041360. Consultado el 24 de enero de 2019.
- Rovin, Jeff (1983). Richard Pryor: Black and Blue. London: Orbis. ISBN 9780856136979. OCLC 668427103.
- Saul, Scott (2015). Becoming Richard Pryor. New York: Harper. ISBN 9780062123305. OCLC 869267234. Consultado el 24 de enero de 2019.
- Williams, John A.; Williams, Dennis A. (1991). If I Stop I'll Die: The Comedy and Tragedy of Richard Pryor. New York: Thunder's Mouth Press. ISBN 9781560250081. OCLC 23463494.